# KkStB 188
Die kkStB 188 war eine Tenderlokomotivreihe der k.k. Staatsbahnen Österreichs, deren Lokomotiven ursprünglich von der Kaiserin Elisabeth-Bahn (KEB) stammten.
Die KEB beschaffte diese fünf kleinen Tenderlokomotiven für den leichten Personenverkehr und für den Verschub.
Nach der Verstaatlichung 1884 reihte die kkStB sie zunächst als 88.01-05 ein.
1905 wurden die verbliebenen vier Maschinen in 188.01–04 umgezeichnet.
Nach 1918 wurde die Reihe zwischen PKP und CFR aufgeteilt, die ihnen keine eigene Reihennummer zuwies.